# Kammarchedu, Bellary
Kammarchedu là một làng thuộc tehsil Bellary, huyện Bellary, bang Karnataka, Ấn Độ.